# Mingus Three
Mingus Three (auch Trio, The Wild Bass oder Mingus Moods) ist ein Jazz-Album von Charles Mingus, aufgenommen am 9. Juli 1957 in New York City. Das Album erschien im selben Jahr auf dem Label Jubilee und wurde später auch von Disques Vogue, Roulette Records und Fresh Sound Records veröffentlicht.

## Das Album
In seiner Autobiographie Raise up off me (1974) beschrieb Hampton Hawes, wie er abgebrannt im Juli 1957 in New York an der Ecke 45th und Broadway gestanden und Charles Mingus getroffen hatte. Als er diesen um Geld bat, bot Mingus ihm an, bei einer Triosession mitzuwirken. „I fixed and made [it],“ schrieb Hawes.
Die Aufnahmen von Mingus Three entstanden nach Mingus’ Aufnahmen von The Clown im März 1957 für Atlantic Records und neun Tage vor seinen Tijuana Moods-Studiosessions für RCA. Im Monat zuvor war er mit dem George Russell Orchestra auf dem Brandeis Jazz Festival aufgetreten (Revelations).
Mit dem Bassisten Charles Mingus spielte der Pianist Hampton Hawes und sein regulärer Schlagzeuger Dannie Richmond. Das Trio interpretierte meist populäre Jazzstandards etwa von Vernon Duke (I Can’t Get Started), George Gershwin (Summertime) oder Jerome Kern (Yesterdays), ferner die Hawes zugeschriebene Improvisation Hamp’s New Blues und zwei Kompositionen von Mingus selbst, darunter Dizzy Moods, das er dann auch bei seiner Tijuana Moods-Session in erweiterter Besetzung einspielen sollte. Nach Aufnahmen zwischen 1953 und 1955 mit Spaulding Givens, Bud Powell, Billy Taylor, Paul Bley, John Mehegan und John Dennis waren dies die letzten Piano-Trio-Aufnahmen von Charles Mingus in den 1950er Jahren, der lediglich noch 1962 an einer Session mit Duke Ellington und Max Roach (Money Jungle) mitwirkte und ein Album mit Solo-Improvisationen (Mingus Plays Piano, 1963) herausbrachte.
Yesterdays ist ein Head Arrangement, bei dem ein forscheres Tempo als normalerweise verwendet wird; Hamp’s New Blues beschrieb Mingus als Bebop Blues, der nach Ansicht von Nat Hentoff den Kommentar eines Kritikers illustriert:
„Hawes continues to extract freshness and beauty from this timeless material“
Dizzy Moods entstand aus Mingus’ Bewunderung der Komposition Woodyn’ You von Dizzy Gillespie, bei dem Titel veränderte er die Original-Akkord-Struktur und schrieb eine neue Melodie für die veränderte Sequenz. Mingus erwartete von Hawes, dass er mehr einfachen Blues spielen solle als er dies sonst tat, schrieb Hentoff. Diese Triosession unterscheide sich von anderen Triobegegnungen;
„...although there is an overall feeling of fusion, of tempered rapport, this is as much a dialogue between Mingus and Hawes with punctuation from Richmond as it is a group expression.“

## Liste der Titel

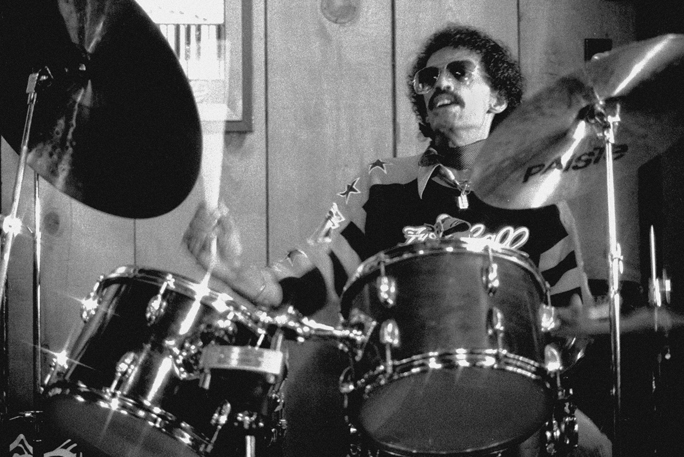
Dannie Richmond (1981)

### Original Album (1957)
- Charles Mingus: Mingus Three (Jubilee JLP 1054)

1. Yesterdays (Otto Harbach, Jerome Kern) – 4:13
2. Back Home Blues – 5:29
3. I Can’t Get Started (Vernon Duke, Ira Gershwin) – 6:28
4. Hamp’s New Blues (Hampton Hawes) – 3:52
5. Summertime (George Gershwin, Ira Gershwin, DuBose Heyward) – 4:28
6. Dizzy Moods – 6:51
7. Laura (Johnny Mercer, David Raksin) – 6:33

Wenn nicht anders vermerkt, stammen die Kompositionen von Charles Mingus.

### CD Reissue (2011)
- Charles Mingus: Mingus Three (Poll Winners Records PWR 27260)

1. Yesterdays – 4:15
2. Back Home Blues – 5:31
3. I Can't Get Started – 6:31
4. Hamp's New Blues – 3:54
5. Summertime – 4:40
6. Dizzy Moods – 6:53
7. Laura – 6:33
8. Cherokee (Ray Noble) – 2:30
9. Blues Too Much (Oscar Cadena) – 4:56
10. Thou Swell (Richard Rodgers, Lorenz Hart) – 3:09
11. The Boy Next Door (Hugh Martin, Ralph Blane) – 3:44
12. Laura (New York Version) – 5:01
13. When Your Lover Has Gone (Einar Aaron Swan) – 2:29
14. Just One Of Those Things (Cole Porter) – 6:01
15. Blue Greens (Teddy Charles) – 11:40

- Drums – Kenny Clarke (Tracks 8–11), Ed Shaughnessy (Tracks 12–15)
- Piano – John Mehegan (Tracks 8–11), Hall Overton (Tracks 12–15)
- Vibraphon – Teddy Charles (Tracks 12–15)

### Deluxe-Edition (2022)
- Disc One: s. o.
- Disc Two: The Outtakes

1. Untitled Blues
2. Untitled Blues (Take 2)
3. Back Home Blues (Take 6)
4. Hamp’s New Blues (Take 4)
5. I Can’t Get Started (Take 1)#
6. Yesterdays (Take 2, incomplete)
7. Dizzy Moods (Take 2)
8. Summertime (Take 3).

## Editorische Hinweise
Die Mitschnitte erschienen zunächst auf Jubilee Records. Unter dem Titel The Wild Bass wurden die Aufnahmen 1964 als Mono-LP bei Disques Vogue in Frankreich veröffentlicht, 1974 unter Mingus Moods bei Trip Jazz in den Vereinigten Staaten. 1977 folgte eine Fassung mit dem Originaltitel auf Jubilee (YW-7566-RO) in Japan. Nach einer LP-Fassung bei Fresh Sound Records 1987 folgte die erste Version auf Compact Disc 1989, ebenfalls bei Fresh Sound Records. In Europa und den USA erschien das Album dann 1997 bei Roulette Records. Es folgten Ausgaben in Europa der Label Doxy (2009), Poll Winner Records (2011) und DOL (2012).

## Deluxe Edition (2022)
Zum 100. Jahrestag der Geburt von Charles Mingus erschien bei Rhino/Parlophone eine 2-CD-Edition ds Albums Mingus Three (alias Trio, Jubilee, 1957). Disc eins enthält die Original-LP, die von Dominique Brethes bei Flow Mastering in London remastert wurde. Disc zwei besteht aus sechs bisher unveröffentlichten Outtakes, die wenige Jahre zuvor in der Parlophone Tape Library entdeckt und von Brethers gemastert wurden; Ebenfalls enthalten sind zwei unbenannte Bluesnummern aus derselben Session.

## Rezension
Die Mingus-Biographen Horst Weber und Gerd Filtgen heben die Qualität der spontanen Session hervor: „schon nach dem blendend phrasierten Soloeinstieg von Hampton Hawes in Yesterdays wird klar, daß es eine spannende Angelegenheit wird.“ Zu den weiteren Höhepunkten des Albums zählen die Autoren Back Home Blues, „bei dem man den Eindruck [hat], als hätte Mingus seine Baßsaiten auf eine tiefschwarze Bluesgitarre gezogen“, I Can’t Get Started in dem das Bassist „von dem Erzählcharakter seines Instruments Gebrauch“ macht, und Summertime, dessen
„schwüle Atmosphäre [...] durch das Sirren und Schepperns des Tambourins und weiterer Percussionseffekte erzielt wird. Durch die stereotype Baßfigur, die das Thema untermalt, wird noch mehr Hitze in das Stück gebracht, bis sich die bluesbezogene Improvisation von Hawes mit einem Tempowechsel Luft verschafft.“
Michael G. Nastos konstatiert im Allmusic, dass das Zusammentreffen der beiden Co-Leader (Hawes und Mingus) „eine gute Fallstudie in Gruppendynamik“ sei, „wenn Ehrerbietung unter zwei willensstarken Individualisten den Kompromiss zum Ergebnis hat“. Schlagzeuger Danny Richmond sei dabei nicht so sehr der Friedensstifter oder gar der Mediator; vielmehr leitet er diese Triade in ein sympathisches Ganzes, indem er die Glut mit seinem stetigen und sturen Spiel abkühle. „Bei der Komplexität, zu der die Musik von Mingus sonst neigt, ist es schön zu hören, was er in einer vereinfachten Umgebung tut.“ Sein Back Home Blues sei so einfach angelegt, wie es sein Bass ausführt, während die Mingus-Komposition Dizzy Moods tief im einfachen Swing wurzelt und dunklere Klangfarben erlaube. Richmond benutzt das Tambourin in Dizzy Moods; Summertime wird hier im Stil von A Night in Tunisia interpretiert, während der schnelle Hamp's New Blues Bop-Akzente setzt. Zu den Höhepunkten zählt der Autor Hawes’ Neuarrangement von Yesterdays und die Schlussnummer Laura, die klinge, als sei sie von Tea for Two abgeleitet. Dieses Album, so der Autor in seinem Resümee, sei ein Vorspiel für Money Jungle (1962).
David Rickert zeigt sich in All About Jazz überrascht, wie konventionell Mingus Three (im Vergleich zu den Mingus-Alben dieser Zeit) ausfällt; dennoch sei Hampton Hawes ein großartiger Pianist und dies sei auch mehr sein Album als irgendeines anderen. Die Gruppe arbeite sich durch eine Reihe von Standards, was nie zu abstrakt ausfalle. Dabei geb es eine Fülle an Zusammenspiel, wobei Mingus sich als vorzüglicher Begleitmusiker zeige.
Miles Jordan schrieb in JazzTimes, diese seltene Triosession von Charles Mingus sei „sowohl ein Showcase für Mingus wie für Hawes“. „A fascinating sidelight in both of their careers“.
Nach Ansicht von Chris May, der die Deluxe Edition des Albums 2022 in All About Jazz rezensierte, sei Mingus Three zum größten Teil ein Dialog zwischen Mingus und Hawes, einer anderen offenen Persönlichkeit, mit Interpunktionen von Richmond. Die Takes auf Disc 2 würden die für die Original-LP ausgewählten nicht in den Schatten stellen, aber sie seien durchaus stark und Mingus-Anhänger werden sie begrüßen. Besonders gut gelungen sei „Summertime“ und „Hamp’s New Blues“. Allerdings seien es die beiden „Untitled Blues“, der erste forsch, der zweite langsamer, die die wertvollsten Ergänzungen zu Mingus’ Diskographie darstellten. An beiden sei zwar konzeptionell nichts Bemerkenswertes, aber sie würden von zwei Meistern dieser Form dargeboten.